# Yo-kai Watch Dance: Just Dance Special Version
Yo-kai Watch Dance: Just Dance Special Version é um videogame de dança de 2015 desenvolvido por Ubisoft Paris, Ubisoft Milan, Ubisoft Reflections, Ubisoft Bucharest, Ubisoft Pune, Ubisoft Montpellier e Ubisoft Barcelona e co-desenvolvido e publicado pela Level-5 para o Wii U. O jogo é uma colaboração entre a série Yo-kai Watch da Level-5 e a série Just Dance da Ubisoft, sendo, portanto, a quarta edição japonesa de Just Dance.  Só de vê os jogadores tentando imitar as danças realizadas pelos personagens Yo-kai Watch no jogo. As músicas e danças apresentadas no jogo são originalmente da série de anime Yo-kai Watch.

## Jogabilidade
Como as parcelas anteriores de Just Dance , Yo-kai Watch Dance: Just Dance Special Version vê os jogadores tentando imitar danças executadas por personagens na tela, que são então lidas pelo recurso de detecção de movimento do Wii Remote. Os jogadores também podem desbloquear avatars, chamados Yo-kai Badges, usando uma moeda no Crank-a-kai, um mecânico parecido com gashapon.

## Desenvolvimento e lançamento
Yo-kai Watch Dance: Just Dance Special Version foi desenvolvido principalmente pela Level-5 e foi o primeiro jogo do Wii U. A Ubisoft também ajudou no desenvolvimento. Foi baseado em Just Dance 2014, como na edição japonesa anterior da série Just Dance, Just Dance Wii U. Todos os recursos online, incluindo o "World Dance Floor", foram removidos, assim como no jogo anterior.
Yo-kai Watch Dance: Just Dance Special Version foi anunciado pela primeira vez na edição de agosto de 2015 da CoroCoro Comics, e mais tarde foi publicado pela Nintendo em seu site oficial de notícias. O anúncio apresentou algumas das danças e músicas do jogo. Dois trailers do jogo foram posteriormente carregados no YouTube pela Level-5 em novembro do mesmo ano. Na 39ª página da edição de dezembro de 2015 da CoroCoro Comics, foi apresentado um QR code que, quando digitalizado no jogo, daria ao jogador moeda do jogo, bem como um raro Yo-kai Distintivo. Uma demonstração jogável do jogo estava disponível na World Hobby Fair Winter 2016.
Yo-kai Watch Dance: Just Dance Special Version foi lançado em 5 de dezembro de 2015. O jogo foi empacotado com uma Medalha Yo-kai do Sergeant Burly. Um pacote com um Wii Remote Plus branco também foi lançado.

## Trilha sonora
O jogo apresentava um total de 10 músicas, todas originadas da franquia Yo-kai Watch.
| Música                         | Artista                 | Ano  |
| ------------------------------ | ----------------------- | ---- |
| "Geragerapō no Uta"            | King Cream Soda         | 2014 |
| "Yōkai Taisō Dai Ichi"         | Dream5                  | 2014 |
| "Matsuribayashi de Geragerapō" | King Cream Soda         | 2014 |
| "Dan Dan Dubi Zubā!"           | Dream5                  | 2014 |
| "Gerappo Dance Train"          | King Cream Soda         | 2015 |
| "Idol wa Ooh-Nya-Nya no Ken"   | NyaKB                   | 2015 |
| "Yōkai Taisō Dai-Ni"           | Dream5                  | 2015 |
| "Jinsei Dramatic"              | King Cream Soda         | 2015 |
| "Uchū Dance!"                  | Kotori with Stitch Bird | 2015 |

## Recepção
Famitsu deu ao jogo uma pontuação de 28/40, com cada revisor dando uma nota 7. Chris Carter, escrevendo para Destructoid, descreveu o jogo como "[misturando] a maravilhosa arte de Yo-kai com os extravagantes 'humanos' de Just Dance".